# Boryeong
Boryeong (en coreano:보령시, romanización revisada: bolyeongsi, léase: Boryáng, también conocida como Daecheon) es una ciudad de la provincia de Chungcheong del Sur, al centro-oeste de la república de Corea del Sur. Está ubicada a unos 120 km al sur de Seúl, a 40 km al noroeste de Daejeon y cerca de la costa del mar Amarillo. Su área es de 569.01 km² y su población total es de 109.000 (2010).
Por la ciudad pasa la carretera Seohaean (서해안고속도로) que conecta Seúl con el sureste del país.

## Administración
La ciudad de Boryeong se divide en 5 distritos (dong),10 municipios (myeon) y 1 villa (eup).

## Clima
| Parámetros climáticos promedio de Boryeong (1981−2010) | Parámetros climáticos promedio de Boryeong (1981−2010) | Parámetros climáticos promedio de Boryeong (1981−2010) | Parámetros climáticos promedio de Boryeong (1981−2010) | Parámetros climáticos promedio de Boryeong (1981−2010) | Parámetros climáticos promedio de Boryeong (1981−2010) | Parámetros climáticos promedio de Boryeong (1981−2010) | Parámetros climáticos promedio de Boryeong (1981−2010) | Parámetros climáticos promedio de Boryeong (1981−2010) | Parámetros climáticos promedio de Boryeong (1981−2010) | Parámetros climáticos promedio de Boryeong (1981−2010) | Parámetros climáticos promedio de Boryeong (1981−2010) | Parámetros climáticos promedio de Boryeong (1981−2010) | Parámetros climáticos promedio de Boryeong (1981−2010) |
| Mes                                                    | Ene.                                                   | Feb.                                                   | Mar.                                                   | Abr.                                                   | May.                                                   | Jun.                                                   | Jul.                                                   | Ago.                                                   | Sep.                                                   | Oct.                                                   | Nov.                                                   | Dic.                                                   | Anual                                                  |
| ------------------------------------------------------ | ------------------------------------------------------ | ------------------------------------------------------ | ------------------------------------------------------ | ------------------------------------------------------ | ------------------------------------------------------ | ------------------------------------------------------ | ------------------------------------------------------ | ------------------------------------------------------ | ------------------------------------------------------ | ------------------------------------------------------ | ------------------------------------------------------ | ------------------------------------------------------ | ------------------------------------------------------ |
| Temp. máx. media (°C)                                  | 3.8                                                    | 5.9                                                    | 10.5                                                   | 16.9                                                   | 21.8                                                   | 25.7                                                   | 28.3                                                   | 29.8                                                   | 26.1                                                   | 20.6                                                   | 13.4                                                   | 6.7                                                    | 17.5                                                   |
| Temp. media (°C)                                       | −0.8                                                   | 0.8                                                    | 5.1                                                    | 11.0                                                   | 16.4                                                   | 20.9                                                   | 24.5                                                   | 25.5                                                   | 20.9                                                   | 14.7                                                   | 8.1                                                    | 2.0                                                    | 12.4                                                   |
| Temp. mín. media (°C)                                  | −5.0                                                   | −3.7                                                   | 0.0                                                    | 5.3                                                    | 11.4                                                   | 16.7                                                   | 21.4                                                   | 21.8                                                   | 16.3                                                   | 9.4                                                    | 3.4                                                    | −2.2                                                   | 7.9                                                    |
| Precipitación total (mm)                               | 28.1                                                   | 28.5                                                   | 46.9                                                   | 68.9                                                   | 88.2                                                   | 137.5                                                  | 268.7                                                  | 297.1                                                  | 138.4                                                  | 53.4                                                   | 57.2                                                   | 31.2                                                   | 1244.3                                                 |
| Días de precipitaciones (≥ 0.1 mm)                     | 9.3                                                    | 7.1                                                    | 7.3                                                    | 7.2                                                    | 7.8                                                    | 8.9                                                    | 14.0                                                   | 12.1                                                   | 8.1                                                    | 6.1                                                    | 9.1                                                    | 10.4                                                   | 107.4                                                  |
| Horas de sol                                           | 162.6                                                  | 178.8                                                  | 218.0                                                  | 237.0                                                  | 249.5                                                  | 221.2                                                  | 187.3                                                  | 221.2                                                  | 218.9                                                  | 225.6                                                  | 168.5                                                  | 155.1                                                  | 2442.5                                                 |
| Humedad relativa (%)                                   | 71.0                                                   | 70.1                                                   | 68.7                                                   | 67.6                                                   | 72.3                                                   | 76.6                                                   | 82.8                                                   | 80.0                                                   | 76.4                                                   | 72.4                                                   | 70.7                                                   | 71.0                                                   | 73.3                                                   |
| Fuente: Korea Meteorological Administration            |                                                        |                                                        |                                                        |                                                        |                                                        |                                                        |                                                        |                                                        |                                                        |                                                        |                                                        |                                                        |                                                        |

## Ciudades hermanadas
- Qingpu, Shanghái, China.
- Shoreline, Washington, Estados Unidos.